# Каделверцо ди Сопра (Белуно)
Каделверцо ди Сопра (итал. Cadelverzo di Sopra) је насеље у Италији у округу Белуно, региону Венето.
Према процени из 2011. у насељу је живело 29 становника. Насеље се налази на надморској висини од 1308 м.